# Michel Combes (dirigeant)
Pour les articles homonymes, voir Michel Combes et Combes.
Michel Combes, né le 29 mars 1962 à Boulogne-Billancourt (Seine), est un ingénieur et chef d'entreprise français.

## Biographie

### Formation
Après avoir effectué ses études aux lycées Buffon et Louis-le-Grand à Paris, Michel Combes intègre l'École polytechnique, classé 4e à l'entrée (X1981) et à l'École nationale supérieure des télécommunications (ENST, aujourd'hui Télécom ParisTech), en tant que membre du Corps des Télécommunications (intégré par la suite au Corps des Mines) ; parallèlement il étudie à l'Université Paris-Dauphine et au Conservatoire national des arts et métiers (Cnam).
Il obtient ensuite un diplôme d'études approfondies (DEA) de politique générale des organisations, en prospective et stratégie des entreprises.

### Début de carrière
Michel Combes commence sa carrière en 1986 chez France Télécom à la direction des Réseaux Extérieurs puis à la direction des Affaires Industrielles et Internationales.
Après un parcours en cabinet ministériel de 1991 à 1995 — trois ministres des Transports — : Paul Quilès (1991), Jean-Louis Bianco (1992) et Bernard Bosson (1993).
Il rejoint en 1995 TéléDiffusion de France (TDF) comme directeur général adjoint, fonction qu’il cumule de juin 1996 à fin 1999 avec celle de président-directeur général de Globecast.
De décembre 1999 à fin 2001, Combes est vice-président exécutif du Groupe Nouvelles Frontières, filiale du voyagiste anglo-allemand TUI Travel PLC. De décembre 2001 à décembre 2002, il occupe les fonctions de directeur général d’Assystem, société spécialisée dans le domaine de l’ingénierie industrielle.

### France Télécom, Vodafone et Alcatel-Lucent
En janvier 2003, Michel Combes intègre le groupe France Télécom en tant que directeur exécutif chargé de la fonction Groupe Finance.
En janvier 2006, il devient directeur exécutif chargé des « Équilibres Financiers et Création de Valeurs NExT » et membre du comité stratégique du groupe France Télécom. Michel Combes change de fonction avant la mise en œuvre du plan NExT : « Nouvelle Expérience des Télécommunications » (destiné à lutter contre le fort endettement de France Télécom et prévoyant la suppression de 22 000 emplois en deux ans, la mutation de 10 000 salariés, l'augmentation de la productivité de 15 %),,. Voir aussi Affaire France Télécom.
Mi-mai 2006, il est président-directeur général de TDF,,.
Il est directeur général de Vodafone pour l'Europe et administrateur de Vodafone Group Plc de 2008 à 2012.
Le 2 mai 2012, Vivendi annonce la nomination de Michel Combes en tant que président-directeur général de SFR et membre du directoire de Vivendi, mais à la suite du changement du PDG de la maison mère de SFR, « Vivendi », cette nomination n'est pas confirmée.
Le 22 février 2013, l'annonce est faite de sa nomination en tant que directeur général du groupe Alcatel-Lucent en remplacement du Néerlandais Ben Verwaayen. Le remplacement est effectif le 1er avril 2013,. En juin 2013, par le plan Shift, il décide de restructurer le groupe qui connaît une baisse de son chiffre d'affaires depuis 2008, un endettement et des taux d'intérêt importants, les échéances de remboursement en capital se rapprochant dangereusement,. La restructuration se traduit par un plan social avec suppression de 10 000 emplois (15 000 postes supprimés sur 72 000, promesses de création de 5 000 postes), censé préparer le groupe à son rachat par Nokia qui sera effectivement annoncé le 15 avril 2015,.
Michel Combes explique que les équipes françaises joueront « un rôle primordial ». « Le pilotage mondial de l'innovation et de la recherche se fera depuis la France », détaille-t-il. « ce projet va même renforcer l'emploi en France ». Selon lui, 500 emplois vont être créés dans la recherche et développement en plus des 2 000 qui existent déjà en France. (En 2020, Nokia Networks France va perdre plus de 1 000 postes, dont une part en recherches et développements, soit près d'un tiers de ses salariés restants).
Le 11 juin 2015, Michel Combes, directeur général, annonce son départ d'Alcatel-Lucent au conseil d'administration.

### Départ d'Alcatel-Lucent, parachute doré et arrivée chez Numericable-SFR / Altice
Le 19 avril 2015, une première information fait part du renoncement de Michel Combes à son indemnité de départ.
À l'occasion de son départ en 2015, la presse annonce le montant de sa prime de départ proche de « 13,7 millions d'euros de diverses primes ». Ce montant est contraire au code de gouvernement d'entreprise du Medef et provoque des tensions avec l'organisation, sous la menace d'une loi encadrant les indemnités de départ,. Face à la polémique sur ce parachute doré, Alcatel-Lucent décide de la réduire à 7,9 millions,,.
Il prend la présidence de Numericable-SFR le 1er septembre 2015 en remplacement de Patrick Drahi et occupe également le poste de directeur des opérations d'Altice, maison mère de l'opérateur. Le 9 novembre 2017, il reçoit un nouveau parachute doré, cette fois de 9,4 millions d'euros, en démissionnant de SFR Group pour être remplacé par Alain Weill et Dexter Goei.

### Sprint, fusion avec T-Mobile
Le 4 janvier 2018, Sprint annonce l'arrivée de Michel Combes en qualité de directeur financier. Pour ce faire, il s'établit dans la région de Kansas city. Il seconde Marcelo Claure et sera nommé au conseil d'administration. Il remplace Tarek Robbiati. En mai 2018, il est nommé directeur général de Sprint en vue de la fusion de Sprint avec son concurrent T-Mobile.
Comme DG de Sprint depuis 2018, Michel Combes dirige les opérations, incluant la construction du réseau mobile 5G aux États-Unis.
Après de nombreuses péripéties, en juillet 2019, le ministère de la justice américain annonce donner son accord à la fusion, de Sprint et T-Mobile. La fusion est finalisée le 1er avril 2020 ; la nouvelle société conserve le nom de T-Mobile.

### SoftBank Group
En avril 2020, il quitte Sprint avec un paquet d'actions de 60 millions de dollars.
Il rejoint le groupe japonais SoftBank (qui était l'actionnaire majoritaire de Sprint). Il gère les investissements hors du Japon en représentant le conglomérat nippon au conseil d’administration de plusieurs sociétés.
Il est reconnu par Les Échos comme l'une des 8 personnalités de la French Tech en 2021.
Fin 2020, Softbank le fait nommer au conseil d'administration de WeWork, qu'il quitte en août 2022. En novembre 2021, il fait une déclaration publique sur le redressement de WeWork. Mais, hélas, les malheurs de WeWork continueront.
Il quitte Softbank en juin 2022 pour "saisir de nouvelles opportunités".

### Autres mandats
En 2015, il est Membre du conseil d'administration de la Digital New Deal Foundation, organisme de réflexion sur l'avenir numérique européen.
En 2020, il est également membre du conseil d’administration du cigarettier Philip Morris.

## Vie privée
Il est le fils de Pierre Combes, un polytechnicien (promotion 1948) qui a été dirigeant (no 2) de la SEITA. 
Le 1er décembre 2018, il épouse à Kansas City sa compagne, la pianiste Christie Julien.
Il aime les belles voitures de course. Il fait du ski de fond à Méribel.